# Boa Entrada (São Tomé i Príncipe)
Boa Entrada és una localitat de São Tomé i Príncipe. Es troba al districte de Lobata, al nord de l'illa de São Tomé. La seva població és de 700 (2008 est.). Es troba a un ramal de la carretera que enllaça amb l'EN-1 amb São Tomé a l'est i Neves a l'oest. Limita a l'oest amb Agostinho Neto i al nord-est amb Conde. És famosa perquè hi ha l'edifici històric de la plantació de cacau i cafè conegut com Roça Boa Entrada.

## Evolució de la població
| 2001 | 2008 |
| 614  | 700  |